# Czerniewice (Toruń)
Pour les articles homonymes, voir Czerniewice.
Czerniewice est un district de la ville polonaise de Toruń, situé sur la rive gauche de la Vistule.

## Galerie

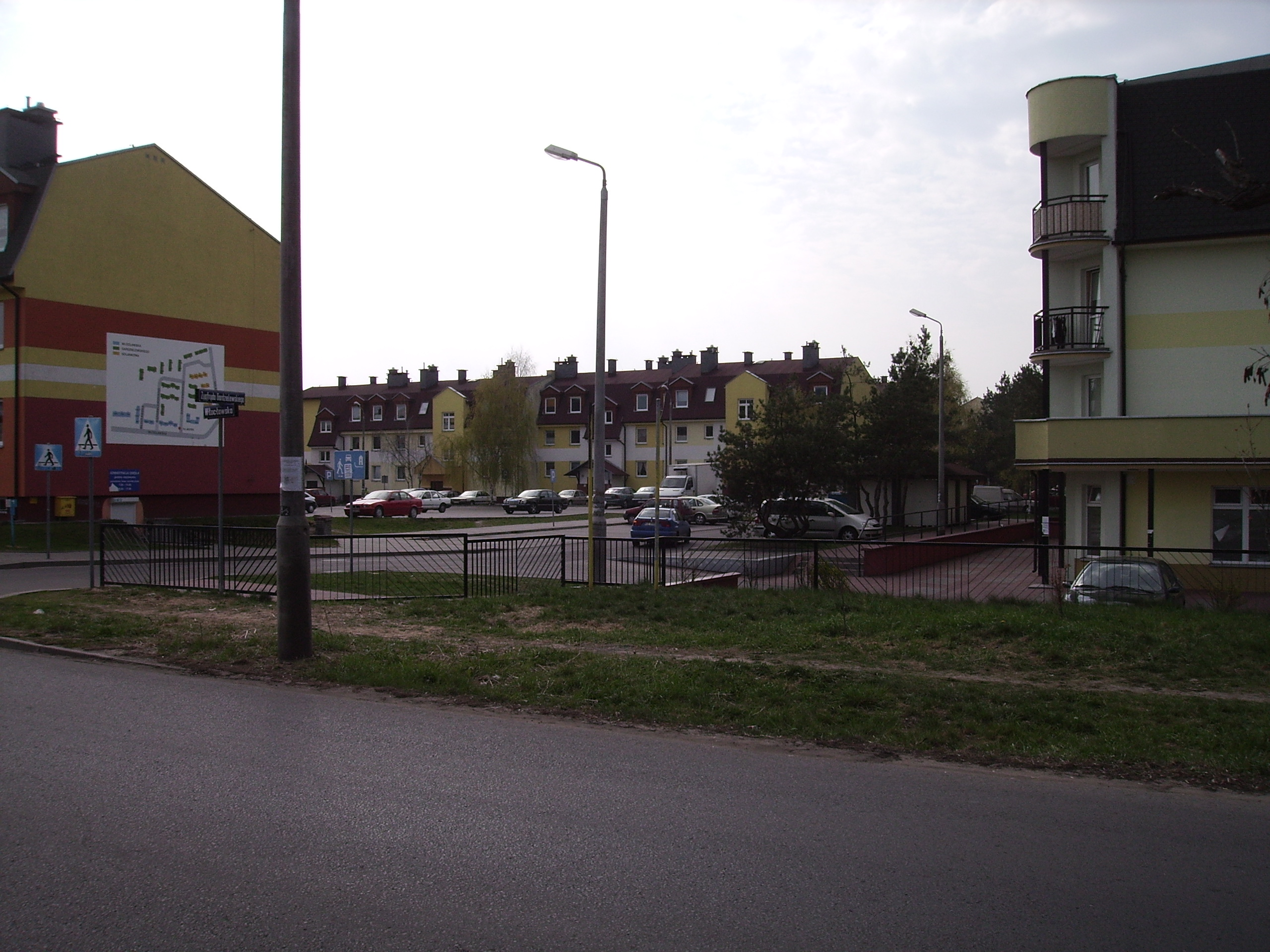
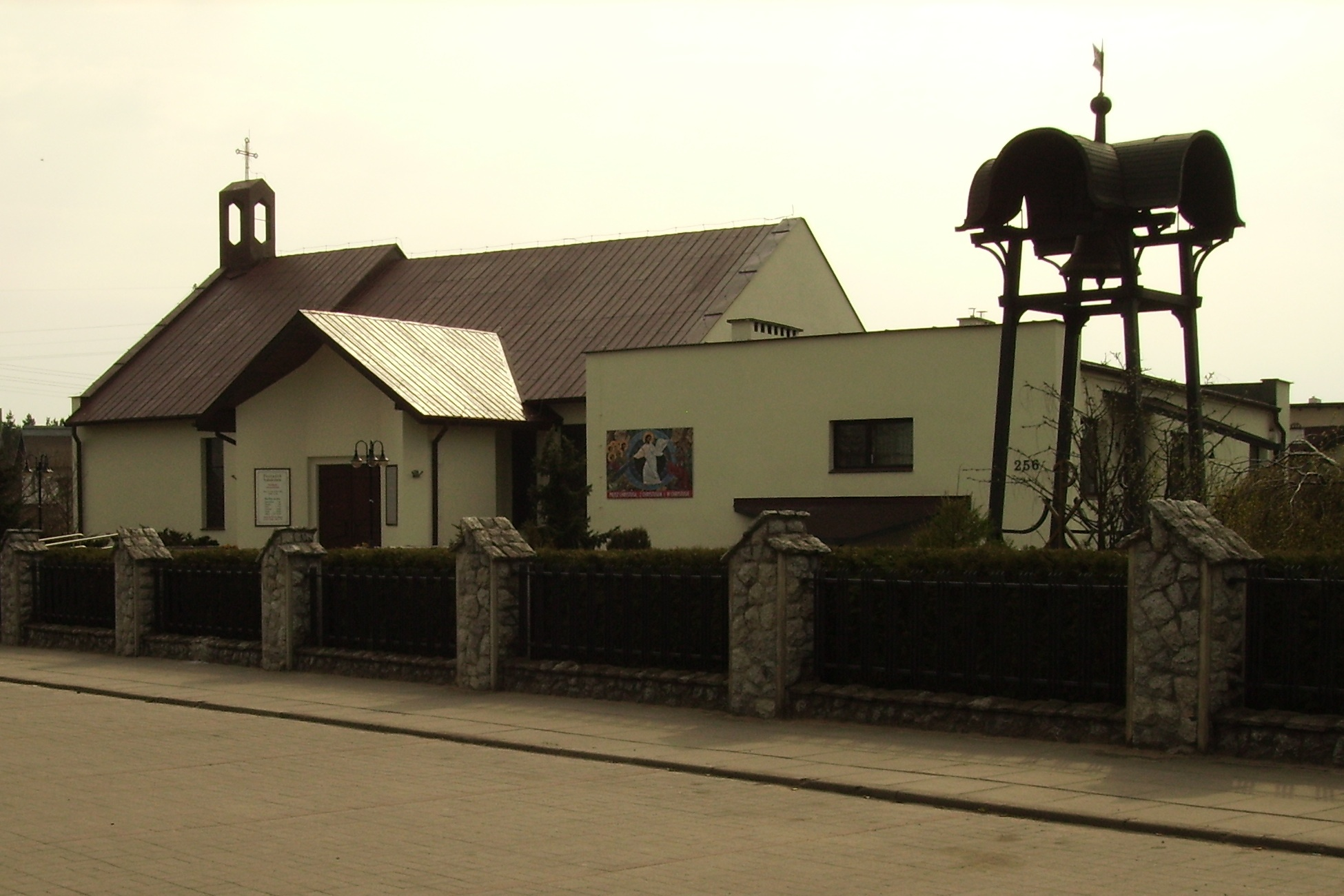